# الکالاد دایز
الکالاد دایز (به اسپانیایی: Alcalde Díaz) یک منطقهٔ مسکونی در پاناما است که در پاناما واقع شده‌است.

## خصوصیات
الکالاد دایز ۲۱ ۹۵۱ نفر جمعیت دارد.